# Chalid Islambuli

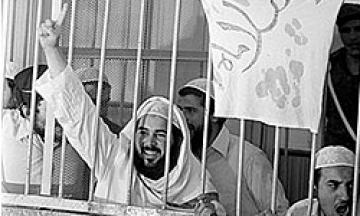
Chalid Islambuli vor Gericht

Chalid Ahmed Schowky el-Islambuli (arabisch خالد أحمد شوقي الإسلامبولي, DMG Ḫālid Aḥmad Šauqī al-Islāmbūlī, ˈxæːled ˈæħmæd ˈʃæwʔi (e)lʔeslæmˈbuːli; geboren 15. Januar 1955; gestorben 15. April 1982) war ein radikal-islamistischer Armeeoffizier, der den ägyptischen Präsidenten und Friedensnobelpreisträger Anwar el-Sadat ermordete. Er wurde von muslimischen Fundamentalisten und Extremisten auf der ganzen Welt zum ersten „modernen Schahid“ (Märtyrer des Islam) erklärt.

## Frühe Jahre und Karriere
Islambulis Vater war ein Rechtsberater, seine Mutter eine gebürtige Türkin. Chalid Islambuli hatte einen jüngeren Bruder namens Mohamed Schowky Islambuli, der am 22. Juni 1995 versuchte, Sadats Nachfolger Hosni Mubarak auf dem Weg vom Flughafen Addis Abeba zu einem afrikanischen Treffen in Addis Abeba zu ermorden.
Nachdem Chalid Islambuli die ägyptische Militärakademie besucht hatte, wurde er innerhalb der Artillerieeinheiten zum Offizier im Range eines Unterleutnants ernannt. Kurz nach seiner Ernennung radikalisierte sich Islambuli und trat unter Einfluss von Mohamed Abdelsalam Farag der Terroristengruppe „Ägyptische Dschihad-Bewegung“ bei. Zwischen 1976 und 1980 war Islambuli zumeist Stabsoffizier oder Feuer-Direktionsoffizier für verschiedene Artilleriebatterien, -bataillone und -regimenter. Im März 1980 erhielt er seine erste Macht als Oberbefehlshaber für eine Artillerie-Zuglinie in der 116. Feld-Artilleriebrigade von Kairo, worüber er sich sehr freute und was ihm als willkommene Gelegenheit erschien. Er hatte Befehl über aktive Feldhaubitzen, eine Reserve-Feldkanone, fünf bis sechs Transportwagen, sieben Geländewagen, Signalausstattung, leichte Infanteriewaffen wie Sturmgewehre, mittlere Maschinengewehre, Panzerabwehrraketen, leichte Mörser und Scharfschützengewehre für den organisierten „Angriff auf Juden“, sowie um die 45 Soldaten/Rekruten jeweils mit einem Unterleutnant und einem Sergeant als stellvertretender Befehlshaber und dritter Befehlshaber. Seine Aufgabe war es, Feuermissionen und Befehle aus dem Batterie-Hauptquartier wahrzunehmen. Es war vorgesehen, dass Islambuli im Dezember 1981 zum Hauptmann aufsteigt und sich als Stabsoffizier-III in einem Brigade-Hauptquartier bewirbt.

## Ermordung von el-Sadat
Islambuli und sein Zug sollten eigentlich nicht an der jährlichen Parade zum „Sieg im Jom-Kippur-Krieg“ am 6. Oktober 1981 teilnehmen, jedoch bestand der ägyptische Militärgeheimdienst auf seiner Teilnahme; der Geheimdienst war durch islamistische Sympathisanten unter dem Oberst Abbud El Zomor infiltriert worden. Islambuli ersetzte einen Zug aus dem 133. Artilleriebataillon, das wegen angeblichem Scheitern in Prüfungen nicht teilnehmen durfte.
Als Islambulis Zug mit drei schweren Trucks, die jeweils mit 130-mm-Kanonen M-46 ausgestattet waren, die Empore des Präsidenten Anwar el-Sadat erreichte, sprang er zusammen mit dem Unteroffizier Abdelhameed Abdul Salaam (31), Unteroffizier Ata Tayel Hameeda Raheel (21) und Unteroffizier Hussein Abbas (21) aus den Wagen und rannte Granaten werfend auf die Tribüne der ägyptischen und ausländischen Würdenträger. Islambuli betrat die Tribüne und feuerte. Sadat wurde von 37 Kugeln getroffen und war sofort tot.

## Verurteilung und Hinrichtung
Chalid Islambuli wurde direkt nach der Ermordung festgenommen. Er und seine 23 Verschwörer, darunter acht Militärangehörige, erhielten einen Prozess vor einem ägyptischen Militärgericht. Der 27-jährige Islambuli gab an, dass seine Hauptgründe für sein terroristisches Attentat die Unterzeichnung des Camp-David-Abkommens mit dem Staat Israel sowie Sadats Pläne für ein progressiveres Ägypten waren. Er wurde für schuldig befunden und am 15. April 1982 erschossen. Nach der Hinrichtung erklärte der schiitische Machthaber und oberste Führer des Iran, Ruhollah Chomeini, Islambuli zum Märtyrer.

## Nachwirken
Islambuli dient bis heute als Inspirationsquelle und Muse für Islamistenbewegungen auf der ganzen Welt, darunter auch zahlreiche Terroristengruppierungen. 1982 gab der Iran Briefmarken zu seinen Ehren heraus; er wird abgebildet, wie er hinter Gittern schreit.
Am 31. Juli 2004 erklärten die „Islambuli-Brigaden“ von al-Qaida, für den Mordversuch an Shaukat Aziz verantwortlich zu sein, der für das Amt des Ministerpräsidenten von Pakistan kandidierte. Im selben Jahr gab eine tschetschenische Terroristengruppe namens „Islambuli-Brigaden“ eine Erklärung heraus, in der sie die Verantwortung für Anschläge auf zwei Flugzeuge in Russland am 24. August 2004 übernahm.